# 프랑스 U-17 축구 국가대표팀
프랑스 U-17 축구 국가대표팀(프랑스어: Équipe de France des moins de 17 ans de football)은 프랑스를 대표하는 17세 이하의 축구 국가대표팀으로, 프랑스의 축구 관리 기관인 프랑스 축구 연맹의 관리를 받는다. UEFA U-17 축구 선수권 대회에서 14번 창가해 2004년과 2015년, 2022년에 우승을 차지했으며, FIFA U-17 월드컵에 7번 참가해 2001년에 우승했다.